# Tscherepowez
Tscherepowez (russisch Черепове́ц, wiss. Transliteration Čerepovec) ist eine Stadt in Nordwestrussland. Sie ist mit 312.310 Einwohnern (Stand 14. Oktober 2010) die größte Stadt der Oblast Wologda.

## Geografie
Tscherepowez befindet sich etwa 375 km (Luftlinie) nördlich von Moskau und 110 km westlich der Oblasthauptstadt Wologda. Es liegt am Fluss Scheksna, am Nordufer des Rybinsker Stausees. Tscherepowez ist Verwaltungszentrum des gleichnamigen Rajons.

## Geschichte

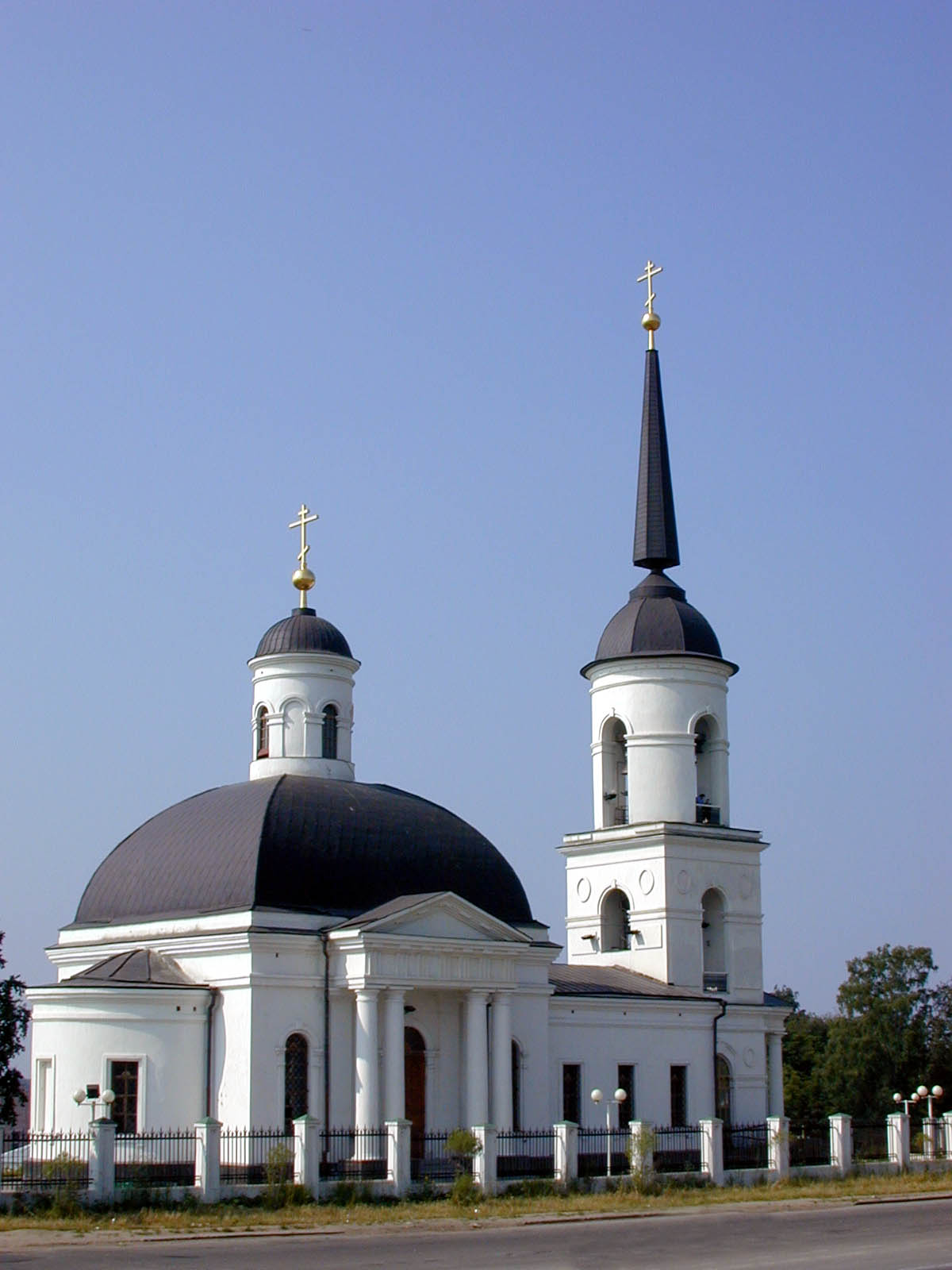
Kirche der Geburt Christi in Tscherepowez

Um 1360 wurde ein Kloster in den Hügeln nahe der Scheksna gegründet. Um dieses herum entstand später die Siedlung Tscherepowez, welche 1777 die Stadtrechte verliehen bekam. Auf Wepsisch, der Sprache der finnischen Einwohner dieser Gegend, bedeutet der Stadtname in etwa „Unser Fischberg“.
In der Stadt bestand das Kriegsgefangenenlager 437 für deutsche Kriegsgefangene des Zweiten Weltkriegs. Schwer Erkrankte wurden in den beiden Kriegsgefangenenhospitälern 3739 und 5091 versorgt. Das Hospital 5091 war außerdem dem Kriegsgefangenenlager 158 in Wologda und dem Kriegsgefangenenlager 150 Grjasowez zugeordnet. Auf mehreren Kriegsgefangenenfriedhöfen wurden über 30.000 Tote vorwiegend in Massengräbern bestattet.

### Bevölkerungsentwicklung
| Jahr | Einwohner |
| ---- | --------- |
| 1897 | 6.948     |
| 1926 | 21.783    |
| 1939 | 32.353    |
| 1959 | 92.356    |
| 1970 | 188.348   |
| 1979 | 265.933   |
| 1989 | 310.463   |
| 2002 | 311.869   |
| 2010 | 312.310   |

Anmerkung: Volkszählungsdaten

## Wirtschaft
Tscherepowez ist die wichtigste Industriestadt der Region. Hier sind unter anderem Eisenhütten, Stahlwerke (beispielsweise Severstal, der zweitgrößte Stahlerzeuger Russlands und Nr. 15 der Welt), große Werften und Chemiebetriebe ansässig. Die für die Verarbeitung benötigte Kohle wird aus Workuta geliefert, das Eisenerz von der Halbinsel Kola. Außerdem gibt es Sägewerke, in denen das Holz aus den umliegenden Nadelwäldern verarbeitet wird. Für die Entwicklung der Industrie in Tscherepowez war vor allem die verkehrstechnisch günstige Lage am Kreuzungspunkt der wichtigen Wasserwege und Eisenbahnen Nordrusslands entscheidend.

## Verkehr
Die Stadt besitzt einen Binnenhafen am Wolga-Ostsee-Kanal. In der Nähe von Tscherepowez verläuft die Föderale Fernstraße A114, die die Oblasthauptstadt Wologda mit Nowaja Ladoga bei Sankt Petersburg verbindet. Auf dem 25 km nördlich der Stadt befindlichen Flughafen hat die Fluggesellschaft Severstal Aircompany ihren Sitz.

## Bildung
Tscherepowez ist Sitz der Staatlichen Universität Tscherepowez.

## Sport
Zu den bekanntesten Sportvereinen Tscherepowezs gehört der Eishockey-Club HK Sewerstal Tscherepowez, der am Spielbetrieb der Kontinentalen Hockey-Liga (KHL) teilnimmt. Seine Heimspielstätte ist die 2007 fertiggestellte Mehrzweckhalle Eispalast Tscherepowez, die knapp 6000 Zuschauerplätze fasst und außer für Eishockeyspiele auch für Konzerte genutzt wird.

## Städtepartnerschaften
Tscherepowez listet folgende Partnerstädte auf:
- Aiud, Rumänien
- Gorna Orjachowiza, Bulgarien
- Celje, Slowenien
- Derry, Vereinigte Staaten
- Liaoyuan, Volksrepublik China
- Maladsetschna, Belarus
- Montclair, Vereinigte Staaten, seit 1990
- Raahe, Finnland
- Balakowo, Russland
- Klaipėda, Litauen, seit 1992

## Söhne und Töchter der Stadt
- Wassili Wereschtschagin (1842–1904), Maler
- Alexander Kutepow (1882–1930), General während des Russischen Bürgerkriegs
- Jewpraksija Gurjanowa (1902–1981), Hydrobiologin, Zoogeographin und Hochschullehrerin
- Walentina Borissenko (1920–1993), Schachspielerin
- Juri Kajurow (* 1927), Schauspieler
- Alexander Baschlatschow (1960–1988), Poet, Liedautor und Sänger
- Sergei Fokitschew (* 1963), Eisschnellläufer
- Alexei Mordaschow (* 1965), Unternehmer
- Dmitri Juschkewitsch (* 1971), Eishockeyspieler
- Wladimir Worobjow (* 1972), Eishockeyspieler
- Alexei Kosnew (* 1975), Eishockeyspieler
- Michail Panschin (* 1983), Eishockeyspieler
- Juri Trubatschow (* 1983), Eishockeyspieler
- Andrei Lamow (* 1986), Ski-Orientierungsläufer
- Igor Skorochodow (* 1986), Eishockeyspieler
- Stanislaw Jegorschew (* 1987), Eishockeyspieler
- Wadim Schipatschow (* 1987), Eishockeyspieler
- Juri Alexandrow (* 1988), Eishockeyspieler
- Dmitri Kagarlizki (* 1989), Eishockeyspieler
- Jewgeni Mons (* 1989), Eishockeyspieler
- Alexander Rachmanow (* 1989), Schachspieler
- Bogdan Kisselewitsch (* 1990), Eishockeyspieler
- Jewgenija Lalenkowa (* 1990), Eisschnellläuferin
- Maxim Tschudinow (* 1990), Eishockeyspieler
- Pawel Butschnewitsch (* 1995), Eishockeyspieler
- Iwan Sergejew (* 1995), Fußballspieler
- Artjom Arefjew (* 2000), Eisschnellläufer